# Baldoyle
Baldoyle (iriska: Baile Dúill) är en förort till Irlands huvudstad Dublin.   Den ligger i grevskapet Fingal, i den östra delen av landet, 11 km nordost om centrala Dublin. Baldoyle ligger 1 meter över havet och antalet invånare är 8 043.